# Kelsey Mann
Kelsey Mann (* 16. November 1974) ist ein US-amerikanischer Filmregisseur.

## Leben und Karriere
Mann besuchte die Burnsville High School, wo er 1993 seinen Abschluss machte. Im Anschluss besuchte er die Northern Michigan University, wo er 1998 einen Bachelor of Fine Arts in Illustration erwarb.
Seine Karriere begann Mann beim Cartoon Network, wo er als Storyboard Artist an Duck Dodgers, Megas XLR, Mein Schulfreund ist ein Affe, Fosters Haus für Fantasiefreunde und Star Wars: The Clone Wars arbeitete. 2009 schloss er sich Pixar an, wo er als Story Supervisor für Die Monster Uni, Arlo & Spot und Onward arbeitete. Mit dem Kurzfilm Party Central, für den er auch das Drehbuch geschrieben hatte, feierte Mann sein Debüt als Regisseur.
Im September 2022 wurde während der D23 Expo bekanntgegeben, dass Mann beim Film Alles steht Kopf 2 Regie führen würde. Er ersetzt damit den Regisseur des ersten Films, Pete Docter, der den Film stattdessen produzierte. Alles steht Kopf 2 wurde im Juni 2024 veröffentlicht und wurde bei der Oscarverleihung 2025 in der Kategorie Bester animierter Spielfilm nominiert.

## Filmografie (Regie)
- 2004–2005: Megas XLR (Fernsehserie, 8 Folgen)
- 2005: Green Screen Show (Fernsehserie, 1 Folge)
- 2013: Party Central (Kurzfilm)
- 2024: Alles steht Kopf 2